# سید علیرضا صدر حسینی
سید علی‌رضا صدر حسینی روحانی ایرانی، دبیر شورای عالی تبلیغات خارجی و معاون اجتماعی و پیشگیری از وقوع جرم قوه قضائیه ایران است. وی عضو سابق شورای عالی انقلاب فرهنگی بوده است.
بنا به خبر سایت جهان نیوز، صدر حسینی در اکثر جلسات یک سال گذشته شورای عالی انقلاب فرهنگی حضور نداشت و عملاً تنها نامش در میان اعضای شورا وجود داشت.